# Propalticus sechellarum
Propalticus sechellarum es una especie de insecto coleóptero de la familia Propalticidae.

## Distribución geográfica
Es endémico de las Seychelles.